# Les Costes (Salàs de Pallars)
Les Costes és una costa de muntanya plena de camps de conreu distribuïts en feixes del terme municipal de Salàs de Pallars, al Pallars Jussà.
Estan situades al nord-est de la vila de Salàs de Pallars, a la dreta de la Noguera Pallaresa, en el vessant sud-est de los Monts.
Pels seus peus discorre la carretera C-13 i el ferrocarril de la línia Lleida - la Pobla de Segur.